# Distrikt Colca (Víctor Fajardo)
Der Distrikt Colca liegt in der Provinz Víctor Fajardo in der Region Ayacucho in Südzentral-Peru. Der Distrikt wurde am 2. Januar 1857 gegründet. Er besitzt eine Fläche von 63,9 km². Beim Zensus 2017 wurden 1058 Einwohner gezählt. Im Jahr 1993 lag die Einwohnerzahl bei 1513, im Jahr 2007 bei 1220. Sitz der Distriktverwaltung ist die 2972 m hoch gelegene Ortschaft Colca mit 631 Einwohnern (Stand 2017). Colca liegt knapp 6 km nordöstlich der Provinzhauptstadt Huancapi.

## Geographische Lage
Der Distrikt Colca liegt im Andenhochland im Nordosten der Provinz Víctor Fajardo. Der Río Pampas fließt entlang der nördlichen und östlichen Distriktgrenze in östliche Richtung.
Der Distrikt Colca grenzt im Süden an den Distrikt Cayara, im Westen an den Distrikt Huancapi, im Nordwesten an den Distrikt Cangallo (Provinz Cangallo) sowie im Norden und im Osten an die Distrikte Vischongo, Vilcas Huamán und Huambalpa (alle drei in der Provinz Vilcas Huamán).

## Ortschaften
Neben dem Hauptort gibt es folgende größere Ortschaften im Distrikt:
- Quilla (262 Einwohner)